# CKY Landspeed
CKY Landspeed är en amerikansk stunt- och skateboardfilm från 1999.

## Handling
Filmen består mest av stunts och skateboardtrick utförda av Bam Margera och hans kompisar i West Chester, USA. När skådespelarna träffade Johnny Knoxville i Hollywood så fick de en förfrågan om att vara med i det populära tv-programmet Jackass, och så blev det.

## Om Filmen
CKY kom till av en större mängd material som Bam Margera filmat när han egentligen skulle ha lektion i rörlig bild. Istället för att gå på lektionerna tog han kameran och filmade en massa stunts med sina kompisar. Eftersom han hade så mycket material så beslutade han sig för att göra en film av det. Det blev den första av 4 filmer av skateboardåkaren Bam Margera och hans vänner. CKY står för Camp Kill Yourself och är även namnet på det band som Bam Margeras bror, Jess Margera spelar i, se Camp Kill Yourself.

## Skådespelare (utvalda)
- Brandon Dicamillo
- Bam Margera
- Jess Margera
- Chris Aspite
- Rake Yohn
- Ryan Dunn
- Kerry Getz
- Mark Hanna
- Chris Hanna
- Chris Raab
- Phil Margera
- The Gill
- Mike Moldonado